# Niels Henrik Abel
Niels Henrik Abel   (Finnøy, 5 d'agost de 1802 - Froland, 6 d'abril de 1829) va ser un matemàtic noruec. Durant la seva curta carrera va fer contribucions importants en diversos camps de les matemàtiques. És cèlebre fonamentalment per haver provat que no hi ha cap fórmula per a trobar els zeros de tots els polinomis generals de graus {\displaystyle n\geq 5} en termes dels seus coeficients. També va fer contribucions fonamentals en el camp de les funcions el·líptiques, on va desenvolupar un mètode general per a la construcció de funcions periòdiques recíproques de la integral el·líptica. Tota la seva obra matemàtica la va fer vivint en la pobresa i va morir de tuberculosi a l'edat de 26 anys.
La quasi totalitat de la seva obra matemàtica va ser fet en els darrers sis o set anys de la seva vida professional. Sobre Abel, el matemàtic francès Charles Hermite va dir: "Abel ha deixat prou llegat com per mantenir els matemàtics ocupats durant cinc-cents anys." Un altre matemàtic francès, Adrien-Marie Legendre, en va dir: "Quin coco que era el jove noruec!"

## Biografia
Tot i haver nascut a l'oest de Noruega, Abel va passar la seva infància a Gjerstad. El 1815 va ingressar a l'escola de la Catedral de Cristiania (avui Oslo) on tres anys després provaria les seves aptituds per a les matemàtiques amb les seves brillants solucions als problemes originals proposats pel seu mestre Bernt Holmboe.
En aquesta mateixa època, el seu pare, un pastor protestant pobre, va morir i la seva família va sofrir greus penúries econòmiques; no obstant això, una petita beca de l'estat va permetre a Abel ingressar en la Universitat de Cristiania en 1821.
El primer treball rellevant d'Abel va consistir a demostrar la impossibilitat de resoldre les equacions de cinquè grau usant radicals (vegeu el Teorema d'Abel-Ruffini). Va ser aquesta, el 1824 la seva primera investigació publicada, encara que la demostració era difícil. Posteriorment es va publicar de manera més elaborada en el primer volum del Journal de Crelle.
El finançament estatal li va permetre visitar Alemanya, Itàlia i França el 1825-1826.
Abel va conèixer en aquest viatge l'astrònom Schumacher (1780-1850) a Altona, prop d'Hamburg. Després va residir uns mesos a Berlín, on va conèixer August Leopold Crelle, que estava a punt de posar en marxa la seva revista de matemàtiques: el Journal für die reine und angewandte Mathematik. Abel va contribuir a l'èxit de la revista, publicant-hi diversos articles.
De Berlín es va traslladar a Friburg on va portar a terme la seva brillant investigació sobre la teoria de les funcions, en la qual va estudiar sobretot la funció el·líptica i la funció hiperel·líptica, i va introduir un nou tipus de funcions que avui es coneixen com a funcions abelianes, i que van ser objecte d'un profund estudi per la seva banda.
El 1826 Abel va viatjar a París, romanent allí uns deu mesos; allí va conèixer als matemàtics francesos més importants, encara que ni ell ni el seu treball (poc conegut) van ser especialment valorats. A això va contribuir també la seva modèstia, que el va dur a no fer públics els resultats de les seves investigacions.
Els problemes econòmics, que mai es van separar d'ell, van dur a Abel a interrompre el seu viatge per tornar a Noruega, on va treballar com a professor (a Cristiania) durant algun temps. A principis d'abril de 1829 Crelle el va ajudar a obtenir una feina a Berlín, però l'oferta va arribar a Noruega l'endemà passat de la seva mort, a causa de la tuberculosi.
La prematura mort, als 27 anys, d'aquest geni de les matemàtiques va acabar amb una brillant i prometedora carrera.
Les seves investigacions van aclarir alguns dels aspectes més foscs de l'anàlisi matemàtica i van obrir nous camps d'estudi, possibilitant nombroses ramificacions en el coneixement matemàtic i arribant a un notable progrés.
La part més profunda i original del treball d'Abel es va publicar en el Journal de Crelle del que era editor Leopold Crelle.
Una edició completa dels seus treballs es va publicar el 1881 per part de Ludwing Sylow i Sophus Lie.
L'adjectiu abelià, que s'ha popularitzat en els escrits matemàtics, deriva del seu nom: grup abelià, categoria abeliana, varietat abeliana, identitat abeliana, etc.
L'any 2002 el govern noruec va instituir en el seu honor el prestigiós Premi Abel, que s'atorga cada any a un o més matemàtics per contribucions científiques excepcionals en el camp de les matemàtiques.

## Reconeixements
- L'any 1964, es va decidir anomenar «Abel» a un cràter d'impacte lunar en el seu honor.[15]
- L'asteroide (8525) Nielsabel també commemora el seu nom.[16]
- L'any 2002 es va instituir en el seu honor el prestigiós premi Abel de matemàtiques, comparable amb el premi Nobel, que s'atorga cada any als matemàtics més destacats.

## Aportacions a les matemàtiques
Els seus camps de treball es poden classificar en cinc categories:
1. La possible o impossible resolució d'equacions algebraiques per radicals
2. Les funcions transcendents
3. La resolució d'equacions funcionals
4. Les transformacions integrals
5. Les sèries matemàtiques infinites

Abel va demostrar que no hi ha cap solució algebraica general per a les arrels d'una equació de cinquè grau, ni cap equació polinòmica general de grau superior a quatre, en termes d'operacions algebraiques explícites. Per fer-ho, va inventar (independentment de Galois) una branca de les matemàtiques coneguda com a teoria de grups, que és inestimable no només en moltes àrees de les matemàtiques, sinó també per a bona part de la la física. Abel va enviar un article sobre la insolubilitat de l'equació de cinquè grau a Carl Friedrich Gauß, que va procedir a descartar-la sense mirar el que creia que era el treball sense valor.
Quan tenia 16 anys, Abel va donar una prova rigorosa del Binomi de Newton vàlida per a tots els nombres, ampliant el resultat d'Euler que només s'havia mantingut per als racionals. Abel va escriure un treball fonamental sobre la teoria de les integrals el·líptiques, que conté els fonaments de la teoria de les funcions el·líptiques. Mentre viatjava a París va publicar un article que revelava la doble periodicitat de les funcions el·líptiques, que Adrien-Marie Legendre va descriure més tard a Augustin Louis Cauchy com "un monument més durador que el bronze" (manllevant una famosa frase del poeta romà Horaci). l'article, però, va ser extraviat per Cauchy.
A l'estranger, Abel havia enviat la major part del seu treball a Berlín per ser publicat al Crelle's Journal, però havia guardat el que considerava el seu treball més important per a l'Acadèmia Francesa de Ciències, un teorema sobre l'addició de diferencials algebraics. El teorema va ser deixat de banda i oblidat fins a la seva mort. Mentre estava a Freiberg, Abel va investigar la teoria de les funcions, en particular, el·líptica, hiperel·líptica i una nova classe que ara es coneix com a funcions abelianes.
El 1826 va publicar un article sobre la sèrie binomial que va ser el primer intent seriós de posar ordre en un camp com el de les sèries infinites i a partir del qual van néixer el lema d'Abel, la transformada d'Abel i el teorema d'Abel.
El 1823 Abel va escriure un article titulat "una representació general de la possibilitat d'integrar totes les fórmules diferencials" (noruec: en alminnelig Fremstilling af Muligheten at integrere alle mulige Differential-Formler). Va sol·licitar fons a la universitat per publicar-lo. No obstant això, l'obra es va perdre, mentre era revisada, i no es va trobar mai més endavant. Abel va dir famosament de l'estil d'escriptura de Carl Friedrich Gauss: "És com la guineu, que esborra les seves petjades a la sorra amb la cua". Gauss li va respondre dient: "Cap arquitecte que es precie no deixa la bastida al seu lloc després d'acabar el seu edifici".

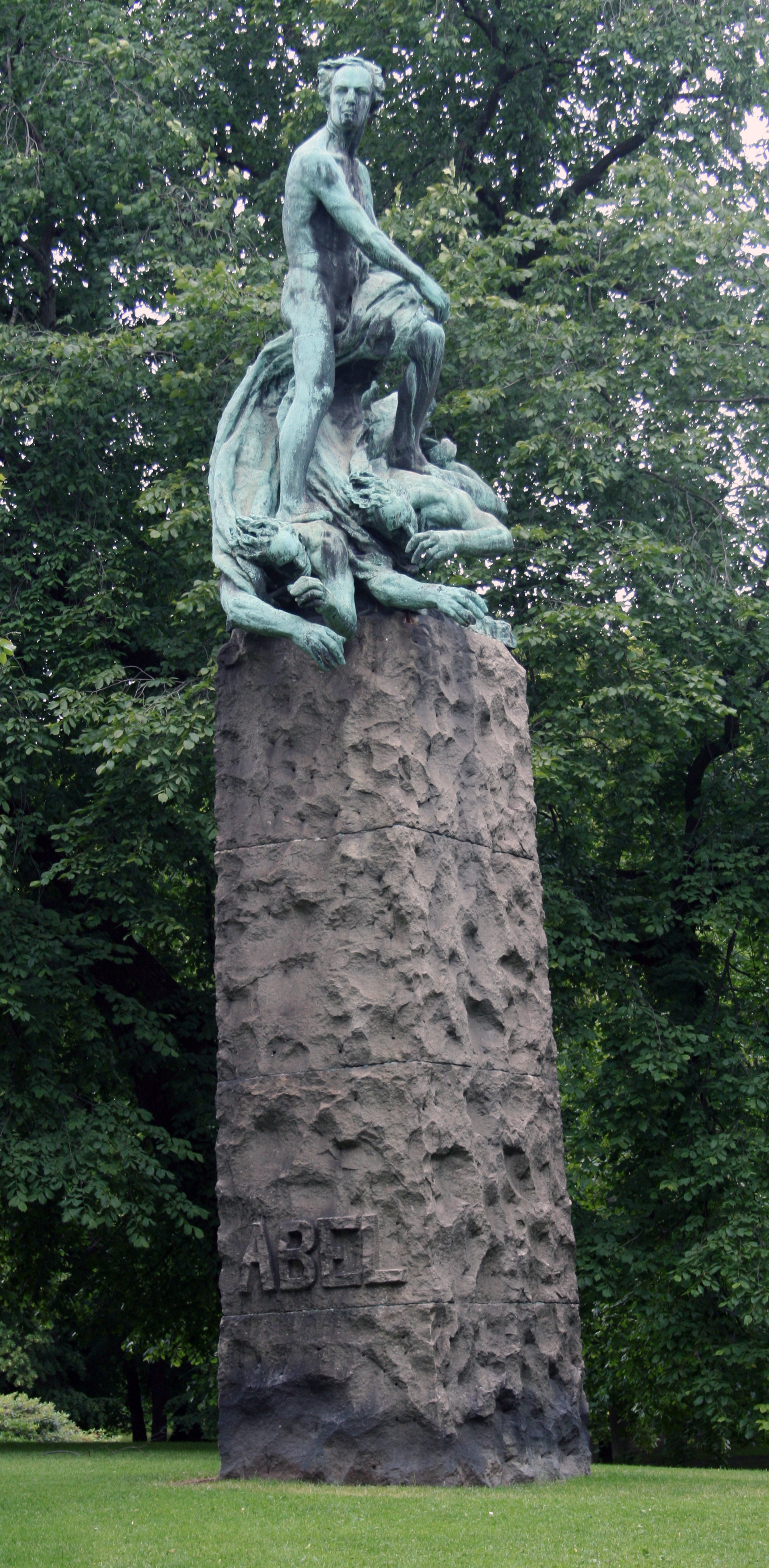
Estàtua de Niels Henrik Abel, anomenat "Abelmonumentet", a Oslo (antiga Christiania) de Gustav Vigeland.
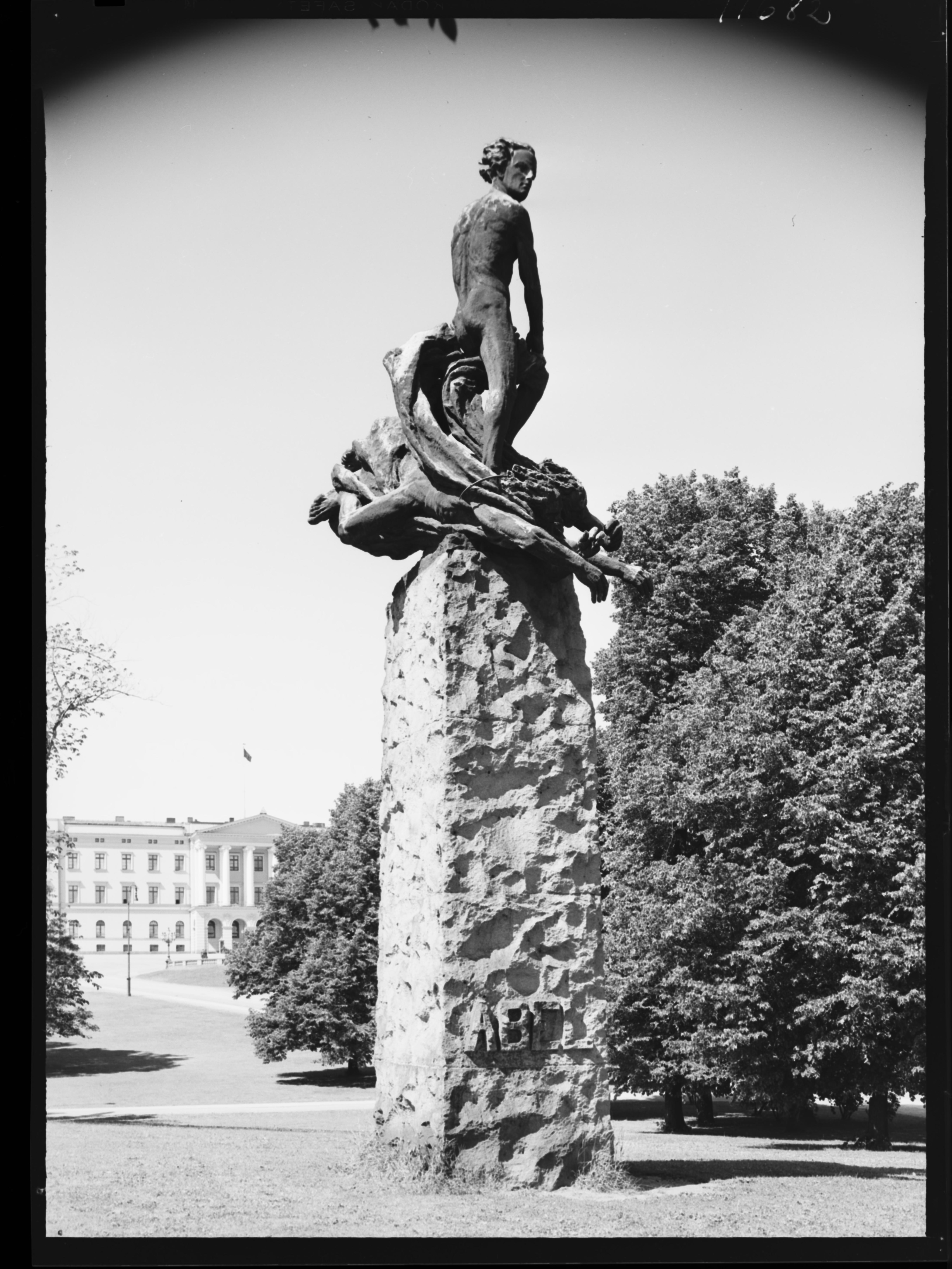
Abelmonumentet davant del Palau Reial, Oslo
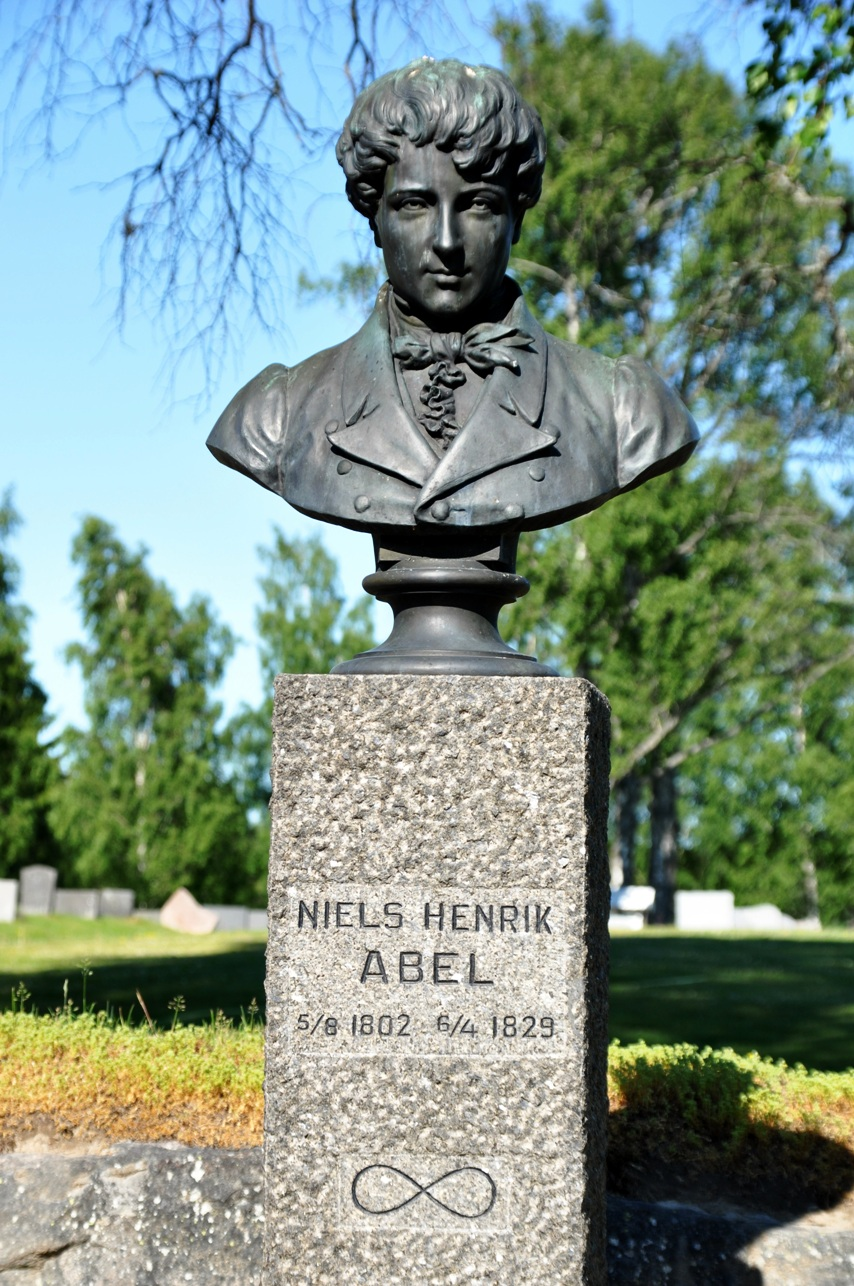
Memorial de Niels Henrik Abel a Gjerstad
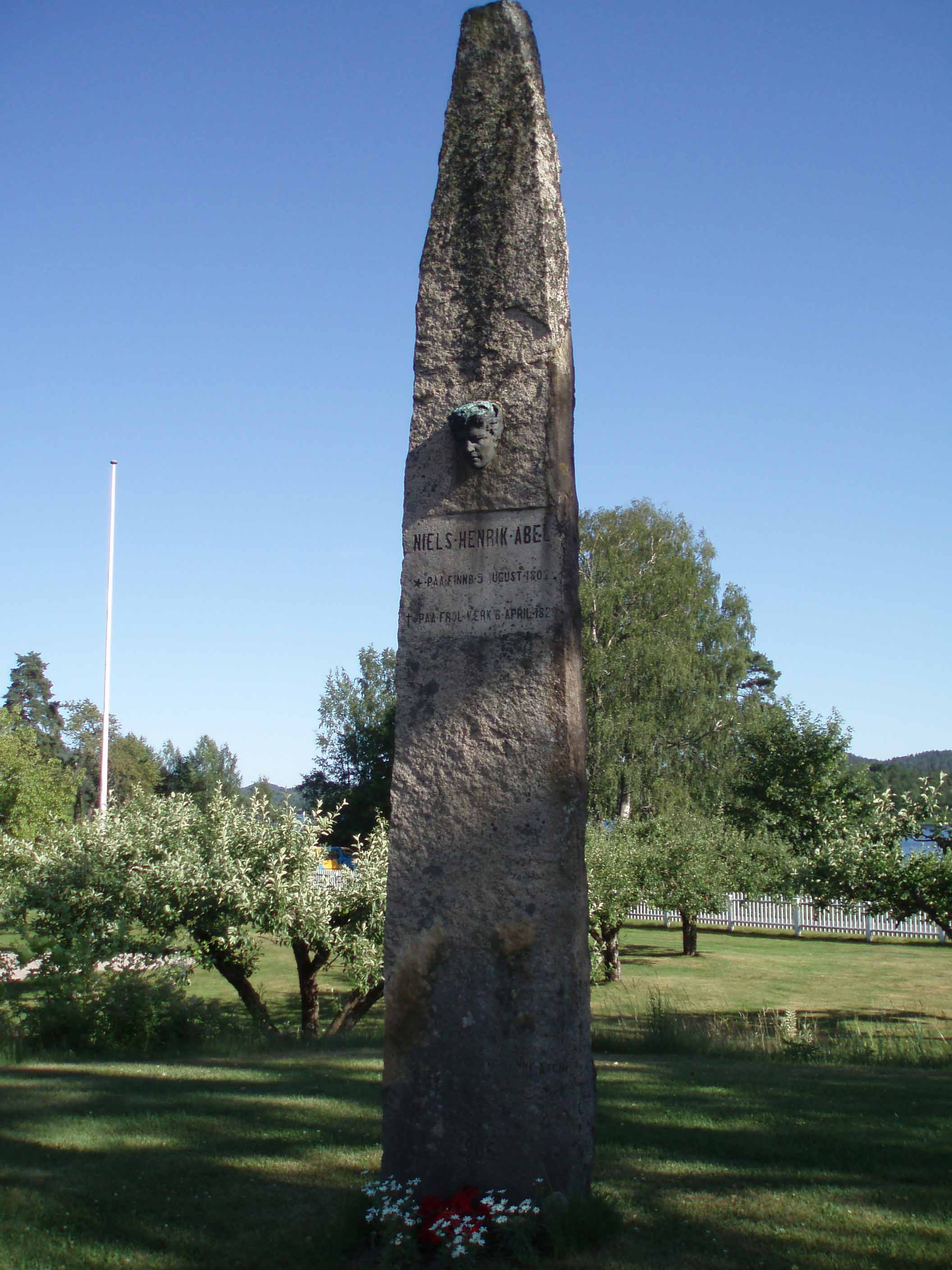
Un monument per a Abel a Frolands verk de Gustav Lærum

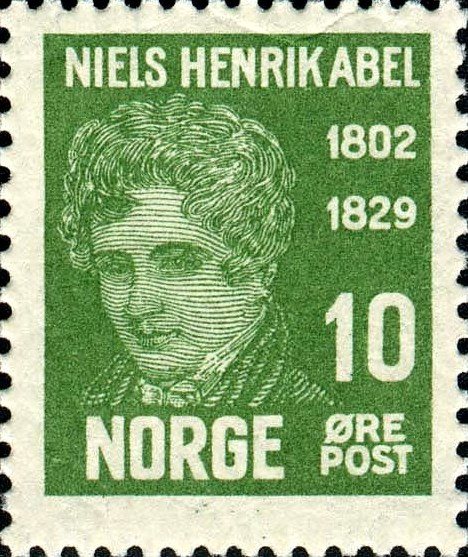
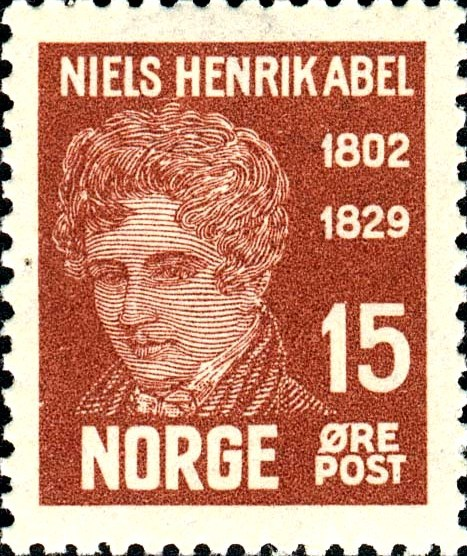
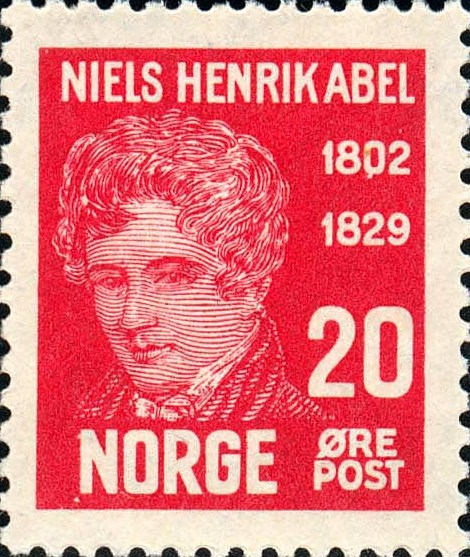
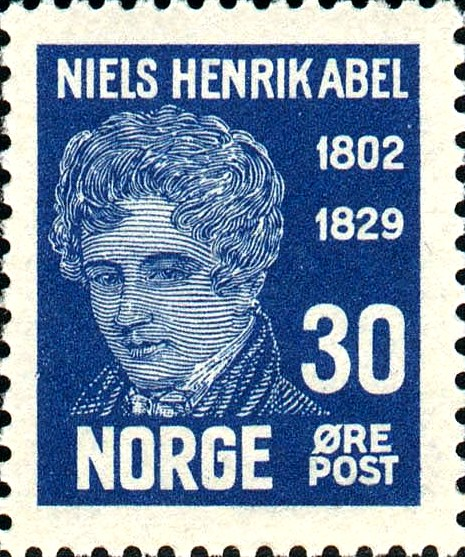

## Llegat
Sota la guia d'Abel, les obscuritats predominants de l’anàlisi van començar a esborrar-se, es van introduir nous camps i l'estudi de les funcions es va avançar fins a proporcionar als matemàtics nombroses ramificacions al llarg de les quals es podien avançar. Les seves obres, la major part de les quals van aparèixer originalment al Journal de Crelle, van ser editades per Bernt Michael Holmboe i publicades el 1839 pel govern noruec, i una edició més completa de Peter Ludwig Mejdell Sylow i Sophus Lie es va publicar el 1881. L'adjectiu "abelià", derivat del seu nom, s'ha tornat tan comú en l'escriptura matemàtica que s'escriu convencionalment amb una "a" inicial en minúscula (per exemple, grup abelià, categoria abeliana i varietat abeliana).
El 6 d'abril de 1929 es van emetre quatre segells noruecs amb motiu del centenari de la mort d'Abel. El seu retrat apareix al bitllet de 500 corones (versió V) emès entre 1978 i 1985. El 5 de juny de 2002 es van emetre quatre segells noruecs en honor d'Abel dos mesos abans del bicentenari del seu naixement. També hi ha una moneda de 20 corones emesa per Noruega en el seu honor. A Oslo hi ha una estàtua d'Abel, i el cràter Abel a la Lluna va rebre el seu nom. L'any 2002 es va establir el Premi Abel en la seva memòria.
El matemàtic Felix Klein va escriure sobre Abel:
| « | Però no m'agradaria separar-me d'aquest tipus ideal d'investigador, com poques vegades ha aparegut en la història de les matemàtiques, sense evocar una figura d'un altre àmbit que, malgrat el seu camp totalment diferent, encara sembla relacionada. Així, tot i que Abel compartia amb molts matemàtics una manca total de talent musical, no em semblarà absurd si comparo el seu tipus de productivitat i la seva personalitat amb la de Mozart. Així, es podria erigir un monument a aquest matemàtic d'inspiració divina com el de Mozart a Viena: senzill i inassumible que s'hi troba escoltant, mentre els àngels graciosos suren, juganerament inspirant-se en un altre món. En canvi, he d'esmentar el tipus de memorial molt diferent que, de fet, es va erigir a Abel a Oslo i que ha de decebre molt a qualsevol que conegui la seva naturalesa. En un imponent i escarpat bloc de granit, un atleta juvenil del tipus Byronic sobre dues víctimes de sacrifici grisenc, la seva cara cap al cel. Si cal, es podria considerar que l'heroi és un símbol de l'esperit humà, però es reflexiona sobre la importància més profunda dels dos monstres en va. Són les equacions de cinquè grau conquerides o les funcions el·líptiques? O les penes i les carícies del seu dia a dia? El pedestal del monument porta, en lletres immenses, la inscripció ABEL.. | » |